# Knoxville Museum of Art
Le Knoxville Museum of Art est un musée d'art situé à Knoxville, dans l'État du Tennessee.